# Ethnien in Mosambik
Die Liste der Völker Mosambiks führt die Ethnien des südostafrikanischen Landes Mosambik alphabetisch und soweit bekannt mit Angabe alternativer Schreibweisen (in Klammern und kursiv), Bezeichnung der Sprache und Bevölkerungsgröße auf.

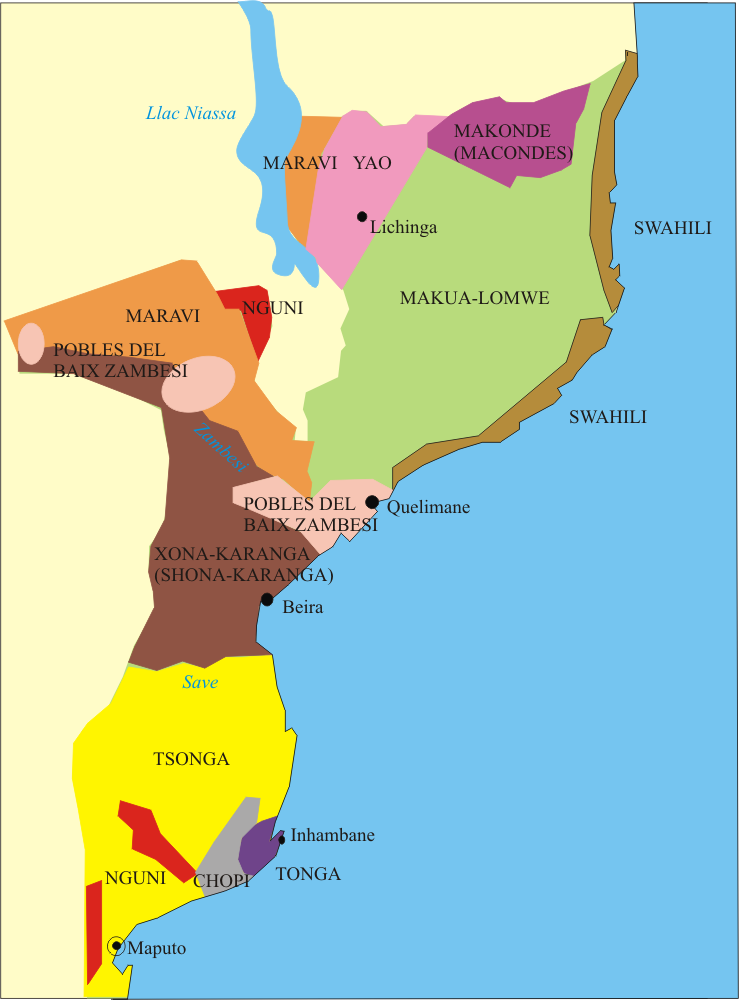
Ethnien in Mosambik

Insgesamt wird die Anzahl der Ethnien in Mosambik auf etwa 78 geschätzt, die etwa 40 verschiedene Sprachen sprechen. Die meisten dieser Ethnien gehören der Gruppe der Bantu-Völker an und sprechen eine Bantusprache, wobei die meisten Menschen mehrere einheimische Sprachen beherrschen. Insgesamt stellen die Bantu 96 % der Bevölkerung. Daneben leben hier Minderheiten von Menschen portugiesischer, indischer, ostasiatischer (Indonesien, Malaysia) oder chinesischer Abstammung.

## C
- Chewa, (Maravi), Sprache: Chichewa etwa 4 % der Gesamtbevölkerung
- Chikunda, einige 10.000 Menschen
- Chinesen, unterschiedliche Schätzungen zwischen 1500 und 12.000 Menschen
- Chopi, (Cicopi, Copi, Shichopi, Shicopi, Tschopi, Txitxopi, Txopi), etwa 760.000 Menschen

## I
- Inder, Sprachen: Gujarati, Hindi, Portugiesisch, etwa 20.000 Menschen

## M
- Makonde, Sprache:ChiMakonde, etwa 11 % der Gesamtbevölkerung
- Makua, Sprache: Makua, etwa 40 % der Gesamtbevölkerung

## N
- Ndau (Untergruppe der Shona)
- Nguni
- Nsenga, etwa 140.000 Menschen

## R
- Ronga, Sprache: Ronga, Xironga, auch Shironga, etwa 1 Million Sprecher in der Provinz Maputo

## S
- Shona, Sprache: Shona, etwa 3 % der Gesamtbevölkerung
- Swahili, Sprache: Swahili, etwa 7 % der Gesamtbevölkerung

## T
- Tsonga, Sprache: Xitsonga (Shangaan), etwa 20 % der Gesamtbevölkerung
- Tonga (Volk), Sprache:Chitonga
- Tswa

## Y
- Yao, (Wayao), Sprache: Yao, etwa 12 % der Gesamtbevölkerung
- Wamuwani Sprache: Kimuwani (Sie sprechen auch Swahili, makua, makonde und portugiesisch)